# 치과대학
치과대학(齒科大學, Dental school)은 치과의사를 양성하고, 치주질환 등에 대한 연구를 목적으로 설립하는 단과대학의 일종이다.
대한민국, 미국, 인도, 호주 등의 국가의 대학에서 찾아볼 수 있다.

## 국가별 치과대학

### 대한민국
지역별로 7개 권역으로 나뉘어 설립되어 있으며, 11개 대학에 설립되어 있다. 1922년 서울대학교에서 대한민국 최초로 치과대학이 설립되었고,  각 권역별 대학에 점차 설립되었다. 마지막으로 설립된 것은 1992년 강원권의 강릉원주대학교에서 설립된 치과대학이다. 현재 제주권에는 설립되어 있지 않다.

### 미국
미국의 치과대학은  치의학, 치과 수술 등과 관련한 학사 학위는 물론, 석사, 박사 학위를 수여하여 치과의사를 양성하고, 관련 분야에 대해 연구를 장려하기 위해 설립되어 있다. 단과대학 형식으로 설립되어 있으며, 약학 과정은 당연히 포함하지 않는다. 36개 주, 66개 대학이 설립되어 있다.

### 영국
4개 권역에 총 18개 과정이 각 대학에 설치되어 있다. 보통 대한민국의 치의학전문대학원 개념에 대응하는 대학원 형태가 다수 설치되어 있으며, 2017년 기준, 설치되어있는 전체 11개 대학중 서울대학교, 전남대학교, 부산대학교 3개 대학 만이 설치되어 있는 대한민국과는 대조된다. 권역별로는 잉글랜드가 12개 대학으로 가장 많고, 스코틀랜드가 4개 대학, 웨일스, 북아일랜드에 각각 1개 대학씩 설치되어 있다.